# Springfield (Massachusetts)
Pour les articles homonymes, voir Springfield.
Springfield est une ville du sud-ouest de l'État du Massachusetts, dans le nord-est des États-Unis. Elle est le siège du comté de Hampden. C'est la plus grande ville située sur la rive est du fleuve Connecticut. Son aire urbaine compte 698 982 habitants, faisant d'elle la 2e région métropolitaine du Massachusetts, après Boston, et la 82e du pays. Située au confluent de trois rivières, Springfield est aussi un carrefour autoroutier.
Sa population s’élevait à 153 060 habitants lors du recensement de 2010, estimée à 154 079 habitants en 2016.
Springfield est célèbre dans le monde pour trois inventions : le jeu de basket-ball (1891), la première moto « Indian » (1901) et le premier camion à incendie moderne (1905). De plus, Springfield est réputé pour être le site de la Springfield Armory et le Basketball Hall of Fame. C'est la plus grande ville dans l'ouest de la Nouvelle-Angleterre et le centre culturel de la région. Springfield a un Quartier Club animé, cinq universités, une université médicale, et de nombreux musées. À 38 km au sud, Hartford (Connecticut) est un centre de commerce. Bien que Springfield soit un petit centre de commerce, c'est un grand centre de loisirs. Springfield offre de nombreuses attractions populaires, y compris « Six Flags New England », les « États de l'Est Exposition » et « Forest Park (en) », un des plus grands parcs municipaux aux États-Unis.

## Géographie
Springfield est situé à un carrefour naturel, au confluent de trois rivières : la rivière Connecticut le plus grand fleuve de la Nouvelle-Angleterre, et deux de ses affluents, Westfield River et Chicopee River.
Springfield est situé seulement 38 kilomètres au nord de Hartford (Connecticut), la capitale du Connecticut. La région de Springfield - Hartford compte 1,8 million de résidents et 160 000 étudiants. Cette ville est située à mi-chemin de Boston (127 km), de New York (186 km), d'Albany (119 km) et de Montréal (380 km). C'est un centre de transport ferroviaire, routier, et aérien.

## Histoire
Springfield est une des plus anciennes colonies anglaises du Nouveau Monde, fondée en 1636 sous le nom d'Agawam Plantation par William Pynchon (en), un colon de Roxbury dans l'actuelle Boston. Elle est renommée en 1641 d'après la ville natale de Pynchon, Springfield (Essex).
George Washington y fonda en 1777 l'arsenal des États-Unis : the Springfield Armory.
Charles Goodyear y découvrit en 1844 la vulcanisation du caoutchouc.
Smith & Wesson fut fondée en 1852 ; elle est basée à Springfield. C'est une entreprise américaine qui fabrique des armes à feu (revolvers, pistolets et fusils) et des menottes.
Destins (jeu) qui s'est aussi appelé Destins - Le Jeu de la Vie par analogie avec le nom de la version originale anglaise, a été créé en 1861 à Springfield par Milton Bradley (en) qui fonda alors sa maison d'édition, la Milton Bradley Company (ou MB).
C'est dans cette ville que James Naismith inventa le basket-ball en 1891. C'est donc là que se tient le Naismith Memorial Basketball Hall of Fame.
Indian est une marque américaine de motos fabriquées de 1901 à 1953 à Springfield, Massachusetts, par la firme d'abord connue sous le nom d'Hendee Manufacturing Company, rebaptisée Indian Motocycle Manufacturing Company en 1928.
L'Armor de Springfield (Springfield Armor en anglais), était une équipe franchisée de la NBA Development League, ligue américaine mineure de basket-ball créée et dirigée par la NBA. L'équipe était basée à Springfield (Massachusetts) et jouait ses matchs à domicile au MassMutual Center. Depuis 2014, l'équipe est devenu le Drive de Grand Rapids.
Les Falcons de Springfield (Springfield Falcons en anglais) sont une franchise professionnelle de hockey sur glace de la Ligue américaine de hockey. Ils font partie de la division Atlantique dans la conférence Est.

## Démographie
| Groupe            | Springfield | Massachusetts | États-Unis |
| ----------------- | ----------- | ------------- | ---------- |
| Blancs            | 51,8        | 80,4          | 72,4       |
| Afro-Américains   | 22,3        | 6,6           | 12,6       |
| Autres            | 18,1        | 4,7           | 6,4        |
| Métis             | 4,7         | 2,6           | 2,9        |
| Asiatiques        | 2,4         | 5,3           | 4,8        |
| Amérindiens       | 0,6         | 0,3           | 0,9        |
| Total             | 100         | 100           | 100        |
|                   |             |               |            |
| Latino-Américains | 38,8        | 9,6           | 16,7       |

En 2010, la population latina est majoritairement composée de Portoricains, qui représentent un tiers de la population totale de la ville.
Selon l’American Community Survey, pour la période 2011-2015, 61,16 % de la population âgée de plus de 5 ans déclare parler anglais à la maison, alors que 33,13 % déclare parler l'espagnol, 1,16 % le vietnamien, 0,62 % une langue chinoise, 0,54 % une langue africaine et 3,38 % une autre langue.

## Politique
| Identité                         | Période         | Période  | Durée                     |
| Identité                         | Début           | Fin      | Durée                     |
| -------------------------------- | --------------- | -------- | ------------------------- |
| Charles Ryan (en) (1927 - 2021)  | 2004            | 2008     | 4 ans                     |
| Domenic Sarno (en), (né en 1963) | 6 novembre 2007 | En cours | 17 ans, 8 mois et 7 jours |

## Économie
Springfield possède un aéroport (Bradley International Airport, code AITA : BDL) et un aéroport militaire (Springfield/Chicopee Air Reserve, code AITA : CEF).
MassMutual Insurance Company a été fondée dans la ville, et est la compagnie les plus riches en Nouvelle-Angleterre.
Smith & Wesson a été fondée en 1852 ; elle est basée à Springfield. C'est une entreprise américaine qui fabrique des armes à feu (revolvers, pistolets et fusils) et des menottes.
Peter Pan Bus Lines est une entreprise de transport américaine de passagers par bus opérant dans plusieurs États du Nord-Est des États-Unis. Elle a été fondée sous le nom de Yellow Cab Air Line à Springfield (Massachusetts). Plus de quatre millions de passagers utilisent ses lignes chaque année. Les plus importantes d'entre elles relient Boston, Providence (Rhode Island), Springfield, Hartford, New York, Philadelphie, Baltimore et Washington (district de Columbia).
Six Flags New England Great Adventure est un parc à thèmes de la société Six Flags, situé à Agawam dans le Massachusetts, près de Springfield. Il est constitué d’un parc d’attractions, et d’un parc aquatique (Six Flags Hurricane Harbor). Superman the Ride sont des méga montagnes russes du parc Six Flags New England.

## Religions

### Catholicisme
- Diocèse de Springfield
- Liste des évêques de Springfield
- Cathédrale St. Michael de Springfield (en)
- Advent Christian Church

### Église baptiste
- St John The Baptist Church

### Église orthodoxe
- St George Greek Orthodox Cathedral

### Judaïsme
- The United Synagogue of Conservative Judaism

### Islam
- Al Baqi Islamic Center

## Jumelages
| Ville | Ville    | Pays | Pays   |
| ----- | -------- | ---- | ------ |
|       | Takikawa |      | Japon  |
|       | Viterbe  |      | Italie |